# RITA1
RITA1 (англ. RBPJ interacting and tubulin associated 1) – білок, який кодується однойменним геном, розташованим у людей на 12-й хромосомі. Довжина поліпептидного ланцюга білка становить 269 амінокислот, а молекулярна маса — 28 619.
| 10         |  | 20         |  | 30         |  | 40         |  | 50         |
| ---------- |  | ---------- |  | ---------- |  | ---------- |  | ---------- |
| MKTPVELAVS |  | GMQTLGLQHR |  | CRGGYRVKAR |  | TSYVDETLFG |  | SPAGTRPTPP |
| DFDPPWVEKA |  | NRTRGVGKEA |  | SKALGAKGSC |  | ETTPSRGSTP |  | TLTPRKKNKY |
| RPISHTPSYC |  | DESLFGSRSE |  | GASFGAPRMA |  | KGDAAKLRAL |  | LWTPPPTPRG |
| SHSPRPREAP |  | LRAIHPAGPS |  | KTEPGPAADS |  | QKLSMGGLHS |  | SRPLKRGLSH |
| SLTHLNVPST |  | GHPATSAPHT |  | NGPQDLRPST |  | SGVTFRSPLV |  | TSRARSVSIS |
| VPSTPRRGGA |  | TQKPKPPWK  |  |            |  |            |  |            |

A: Аланін

C: Цистеїн

D: Аспарагінова кислота

E: Глутамінова кислота

F: Фенілаланін

G: Гліцин

H: Гістидин

I: Ізолейцин

K: Лізин

L: Лейцин

M: Метіонін

N: Аспарагін

P: Пролін

Q: Глутамін

R: Аргінін

S: Серин

T: Треонін

V: Валін

W: Триптофан

Задіяний у таких біологічних процесах, як нейрогенез, альтернативний сплайсинг. 
Локалізований у цитоплазмі, цитоскелеті, ядрі.